# Dorfkirche Düsedau

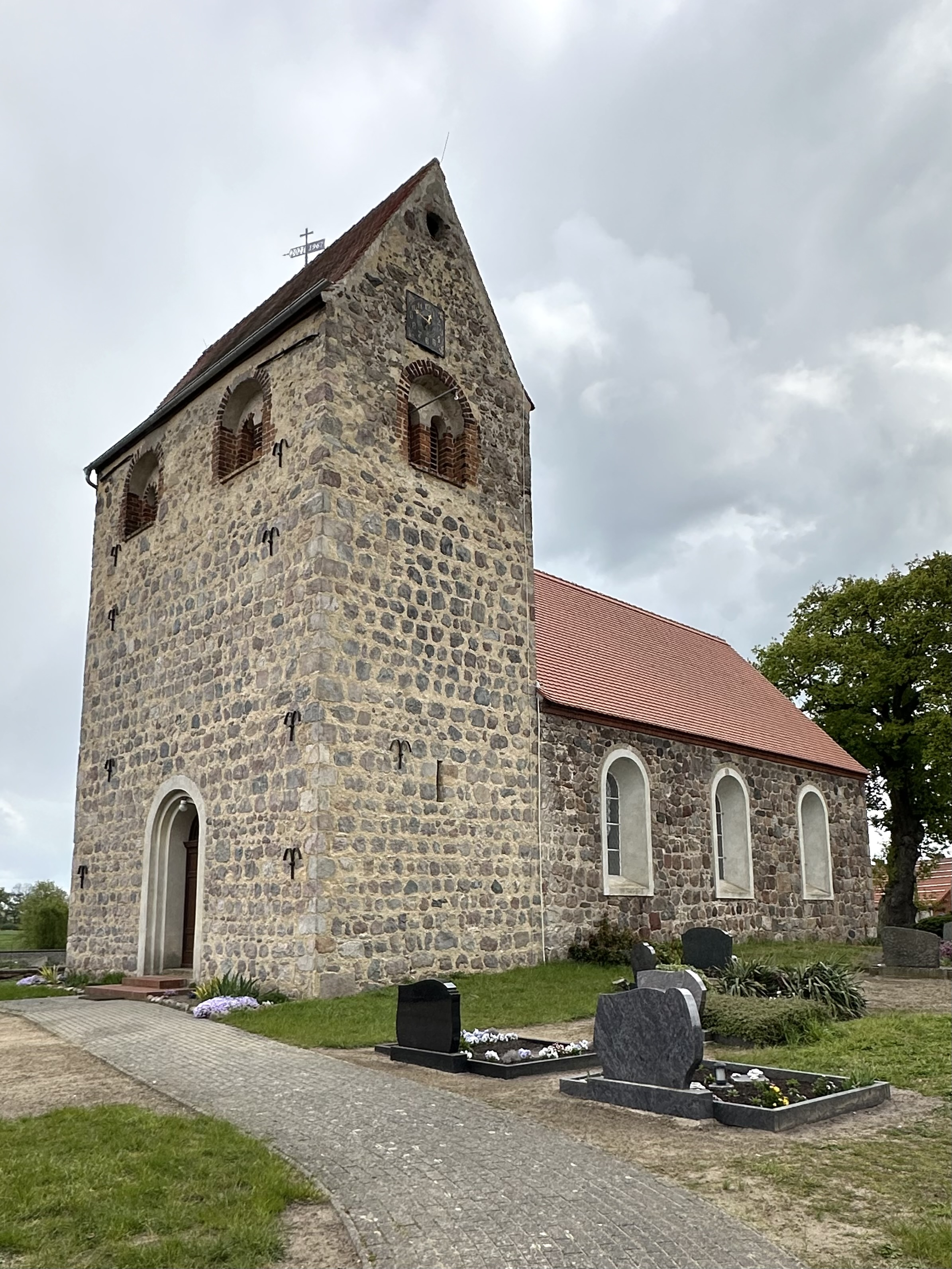
Dorfkirche Düsedau, 2024

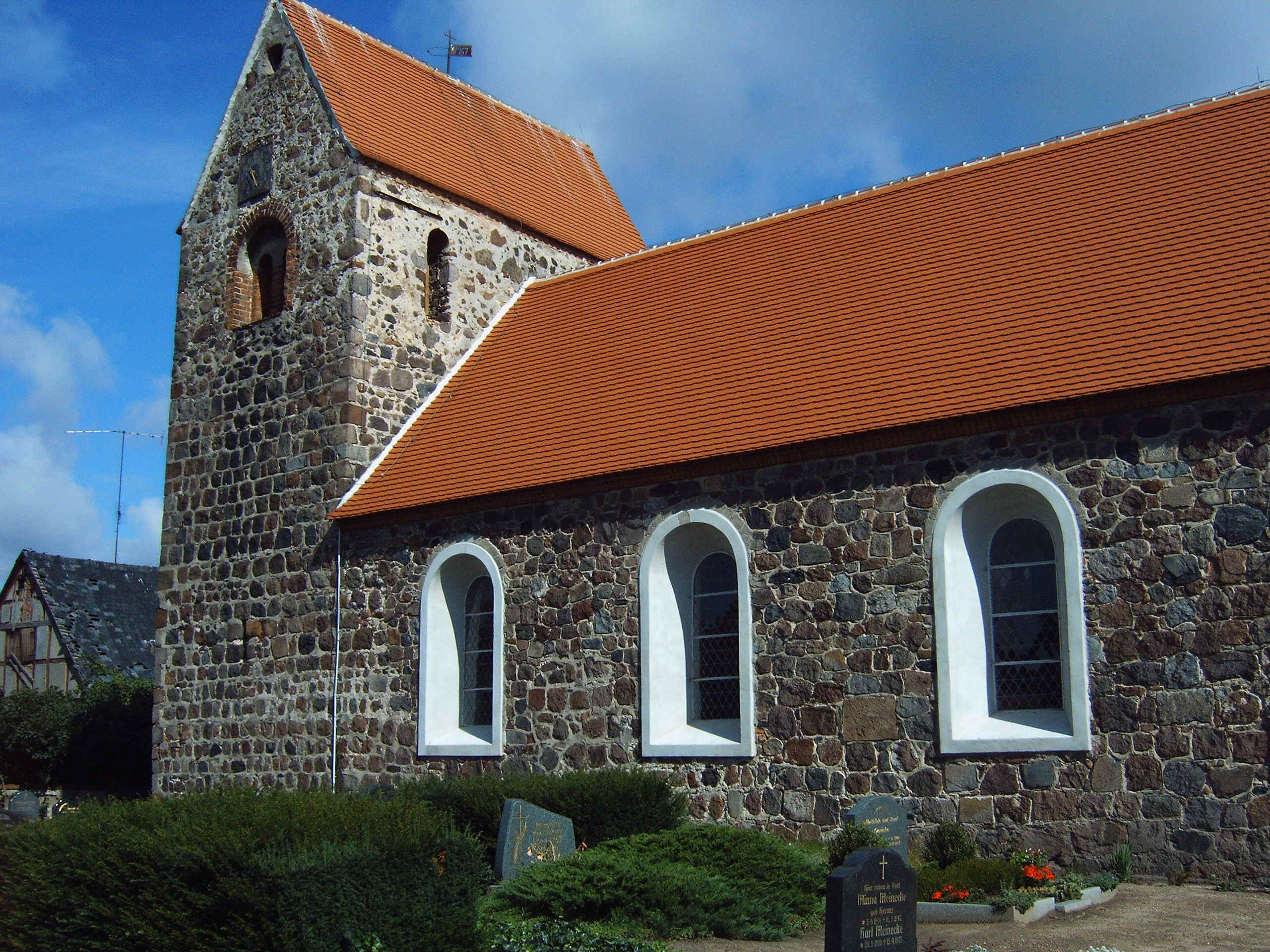
Südseite, 2005

Die Dorfkirche Düsedau ist die evangelische Kirche des Dorfes Düsedau in der Altmark in Sachsen-Anhalt. Sie gehört zum Kirchenkreis Stendal der Evangelischen Kirche in Mitteldeutschland.

## Lage
Die Kirche befindet sich im Ortszentrum von Düsedau, nördlich der Alten Düsedauer Dorfstraße. Südwestlich der Kirche steht das Kriegerdenkmal Düsedau.

## Architektur und Geschichte
Der Bau des Gebäudes wird auf das Ende des 12. Jahrhunderts datiert. Aus dieser Zeit stammt noch der Turm der aus Feldsteinen errichteten romanischen Kirche. Als Bauplatz wurde wohl eine ehemalige nicht-christliche Kultstätte gewählt, die sich an der höchsten Stelle im Dorf befand.
Der obere Teil des an der Westseite befindlichen Turms ist etwas jünger, erkennbar am anderen, kleinteiligen, Mauerwerk. Die Schallöffnungen befinden sich in Nischen, die zum Teil rundbogig zum Teil auch spitzbogig gestaltet wurden.
Ein grundlegender Umbau der Kirche fand 1869 statt. Das Kirchenschiff und die Apsis stammen aus dieser Zeit.
Eine Besonderheit dieser Apsis bildet die Tatsache, dass bei ihr kein Osterfenster vorhanden ist. In einer früheren, rechteckigen Apsis war dieses wohl jedoch vorhanden. Zugleich erhielt das Gebäude auch das Satteldach und das heutige Westportal. Der Durchgang vom Turm zum Schiff wurde bei den Umbauarbeiten verengt.
Die Kirche verfügte einst über einen Dachreiter, welcher auf alten Bildern noch zu sehen ist. Aufgrund des desolaten Zustandes der Holzkonstruktion wurde er in der Nachkriegszeit demontiert, das Untergestell befindet sich jedoch immer noch in der Turmspitze.

## Läutwerk
Die Düsedauer Kirche verfügt im Gegensatz zu anderen Kirchen der Altmark noch über ihr volles Läutwerk, bestehend aus drei Glocken.
Die kleinste Glocke wurde im Jahr 1580 gegossen, bei der mittleren und die großen Glocke lässt sich kein genaues Datum ermitteln. Man geht davon aus, dass beide um die Wende vom 13. zum 14. Jahrhundert gegossen wurden (grobe Schätzungen nennen die Jahre 1280 und 1320).
Zwei dieser Glocken (die mittlere und die kleine) sollten im Zweiten Weltkrieg eingeschmolzen werden und wurden zu diesem Zweck nach Hamburg gebracht. Nach dem Krieg wurden die Glocken unversehrt wiedergefunden und 1950 zurück an ihre Plätze in die Düsedauer Kirche gebracht.
Dass Düsedau über ein so umfangreiches Geläut verfügt, verdankt der Ort wohl dem Zustand, dass für 1327 ein Hof für Propst Seeger, dem höchsten Geistlichen des Stendaler Domstifts, in Düsedau aktenkundig ist. Propst Seeger war zugleich markgräflicher Kaplan und Pronotar, womit der Ort indirekt mit der markgräflichen Regierung verbunden war.
2015 wurde der alte Glockenstuhl mit Spendengeldern und Fördermitteln renoviert. Dabei wurde auch von Handbetrieb auf mechanische Läutanlagen umgestellt.
Im Denkmalverzeichnis des Landes Sachsen-Anhalt ist die Kirche unter der Erfassungsnummer 094 36376 als Baudenkmal verzeichnet.